# 戴銀娘
戴銀娘，浙江金華府湯溪縣蘭源寺平人，戴法華之次女，明憲宗朱見深的婢妾（宮人）。
戴銀娘生於蘭源寺平，成化年間，明憲宗命中涓到江南選良家女。戴氏中選入宮之後，獲安排到坤寧宮侍奉孝貞皇后王氏，一生之中被明憲宗臨幸過三次，但沒有被明憲宗冊封為妃嬪。弘治十年（1497年）四月，戴氏讓寧姓太監前往湯溪，將她寫的書信交給母親和弟弟，問候他們是否安好，「離別思慕之情，淒然滿紙」。此後，戴氏再沒有其他記載。
除此之外，民國年間重修的《蘭源溪東戴氏宗譜》稱戴法華與妻子吳氏生有一個兒子和二個女兒，其中「次女銀娘成化元年奉旨選入清寧宮為妃，頒有免糧下帖，至今有小畫存焉。」此處「清寧宮」應作「坤寧宮」，因清寧宮建造於清太宗皇太極時期，而坤寧宮則建於明成祖永樂時期。《溪東戴氏宗譜》稱戴銀娘在成化元年（1465年）就入宮為妃應該是訛誤，而造成此訛誤的原因可能是因為該宗譜的編纂最早開始於康熙二十二年（1683年），距離戴銀娘生活的時代已有近兩百年。